# キリストの磔刑 (アントネロ・ダ・メッシーナ)
『キリストの磔刑』（キリストのたっけい、蘭: Calvarieberg、英: Calvary）は、初期イタリア・ルネサンスのシチリア島出身の画家アントネロ・ダ・メッシーナが1475年に板上に油彩で描いた絵画で、 『アントワープの磔刑』（アントワープのたっけい、英: Antwerp Crucifixion）としても知られる。1841年に、フロレント・ファン・エルトボルン (Florent van Ertborn) によりアントワープ王立美術館に寄贈された本作は、ベルギーで唯一のアントネロ・ダ・メッシーナの作品である。作品の小さなサイズは祭壇画ではなく、個人祈祷用の作品であったことを示唆している。なお、画家による別の『キリストの磔刑』がロンドン・ナショナル・ギャラリーに所蔵されている。

## 背景

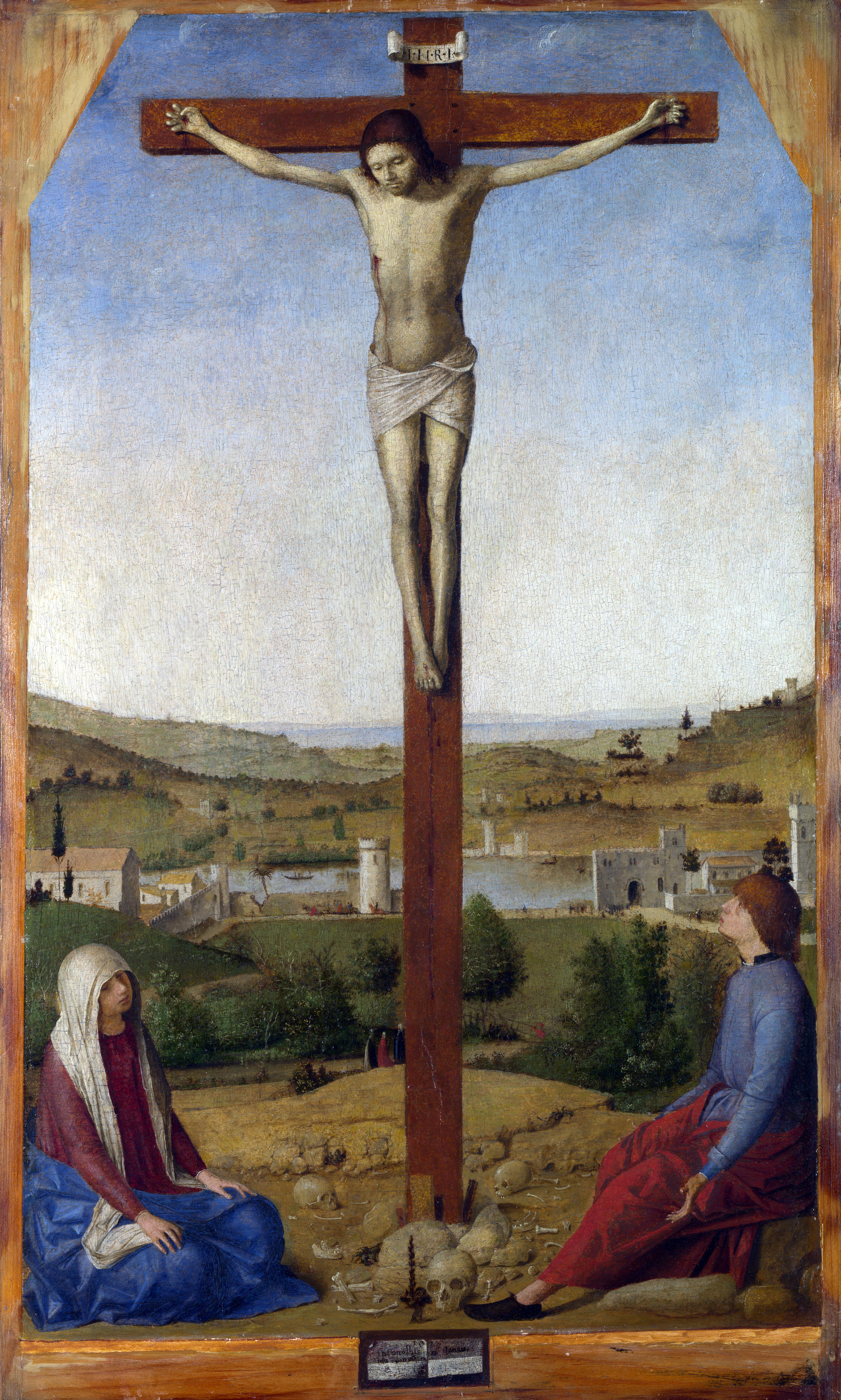
アントネロ・ダ・メッシーナ『キリストの磔刑 (1475年)、ナショナル・ギャラリー (ロンドン)

本作は、アントネロ・ダ・メッシーナの作品中、署名 (12点) と制作年 (10点) のある数少ない作品のうちの1つであり、重要な基準作としての価値を持っている。作品は画家の晩年に属すもので、南イタリア、フランドル、ヴェネツィアの様式の影響が見られる。

## 作品
この磔刑図は、アントネロ・ダ・メッシーナの死と贖罪に関する傑作となっている。イエス・キリストは画面中央の十字架に掛かっている。十字架上のキリストと並んで、よい盗賊と悪しき盗賊が切断された木に結びつけられている。死を宣告された3人の身体は、写実的に彫塑的に仕上げられている。解剖学を通した人体の研究は、アントネロ・ダ・メッシーナの素描芸術において重要な部分を占めるものである。地上では、聖母マリアが嘆き悲しみ、キリストのお気に入りの弟子である福音記者ヨハネが跪いている。
十字架の下にある頭蓋骨はアダムを示している。彼は、キリストが殺されたゴルゴタの丘に埋葬されたともいわれている。アダムとエバはヘビの誘惑に抗うことができなかったので、罪が世界に浸透した。キリストの死とともに、人間の堕落が終結したのである。
死と贖罪のテーマがここでは象徴的な意味で強く存在している。頭蓋骨の間を動き回るヘビは死と悪魔を象徴している。前景のフクロウは、夜の鳥が日光を遮断するように真の信仰から目を背ける罪人を示している。十字架の背後の木の切り株から小枝が伸びているが、それは人類と神の間の新旧の契約の対称を象徴している。

## 初期フランドル派の影響
画面では高い十字架が広い空間を創造し、風景が奥深く広がっている。悲しみに沈む聖母と聖ヨハネの背後には、帰途につく兵卒や敬虔の象徴である鹿が描かれている。
本作は、初期フランドル派の画家たちの明らかな影響を表している。それは、大気が表わされた風景の中の、植物や動物の精緻な描写に特に明らかである。画家はまた、初期フランドル派の画家たちから油彩技法を採用した。その結果、卵と膠が原料のテンペラ技法よりも、色彩が豊かで、生き生きと再生されるようになった。画家は、おそらくナポリや南イタリア、あるいはヴェネツィアにあった初期フランドル派の画家たちの作品を通して新しい油彩技法を知ったのであろう。